# Comté de Kosciusko
Pour les articles homonymes, voir Kosciusko.

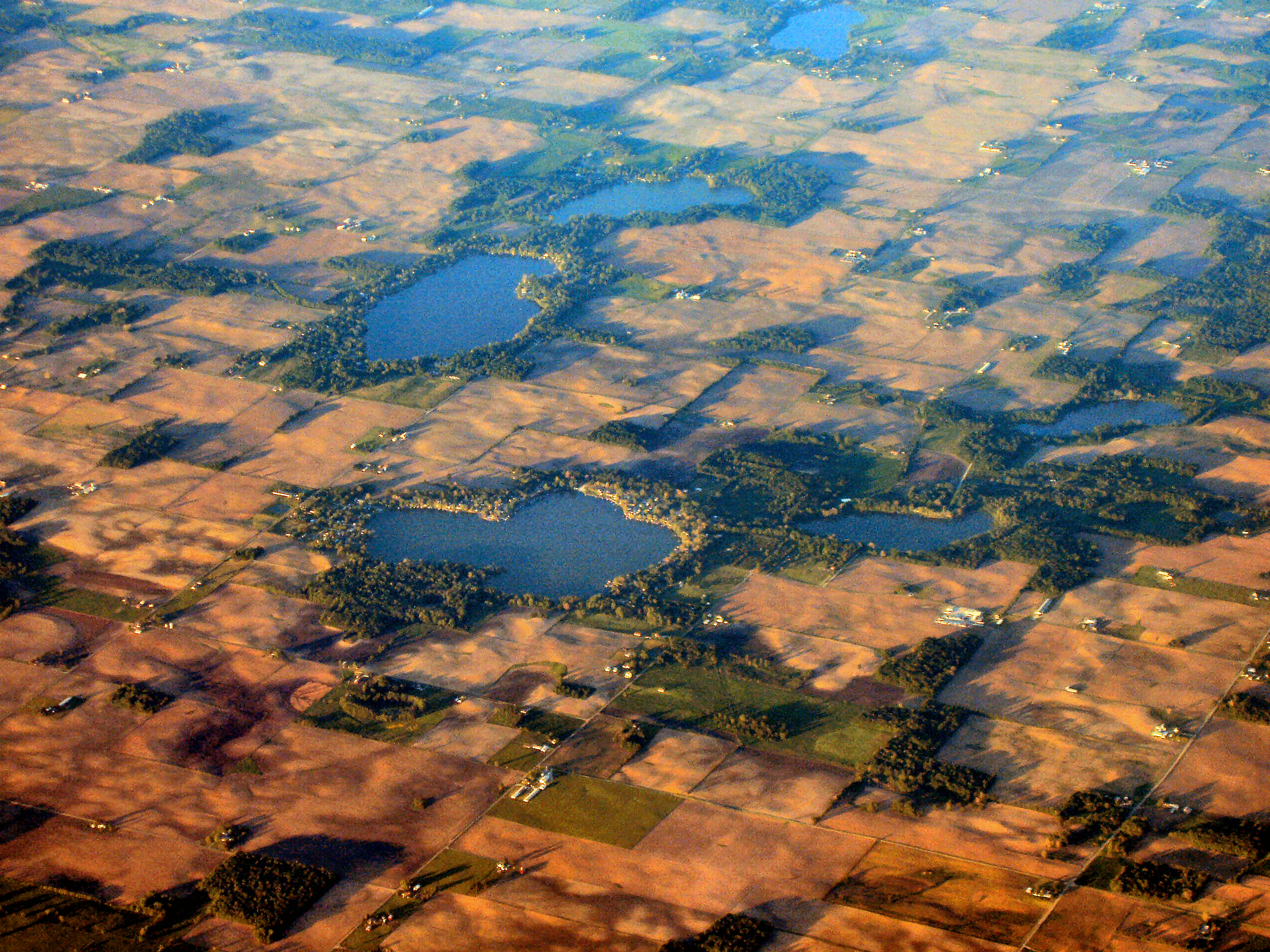
Le sud du comté est parsemé de petits lacs

Le comté de Kosciusko est un comté de l'État de l'Indiana, aux États-Unis. Le siège du comté est Warsaw.
Le comté a été créé en 1836 nommé en l'honneur du général polonais Tadeusz Kościuszko qui combattit pendant la guerre d'Indépendance américaine. La capitale a été ainsi nommée Warsaw, nom anglais de Varsovie, capitale de la Pologne. 
Le comté a une superficie de 1 436 km2 dont 3 % de lacs et rivières. Sa population, au recensement de 2000, était de 74 057 habitants. Il comprend notamment la plus grosse usine de bioéthanol du monde, dans le village de Claypool, détenue par le groupe français Louis-Dreyfus.

## Agglomérations
par nombre d'habitants, recensement de 2000
- Warsaw, 12 415 h
- Winona Lake 3 987 h
- Syracuse, 3 038 h
- Milford, 1 150 h
- North Webster, 1 067 h
- Mentone, 898 h.

## Source
- (en) Cet article est partiellement ou en totalité issu de l’article de Wikipédia en anglais intitulé « Kosciusko County, Indiana » (voir la liste des auteurs).